# Аэрозоль
Аэрозо́ль — дисперсная система, состоящая из взвешенных в газовой среде (дисперсионной среде), обычно в воздухе, мелких частиц (дисперсной фазы). Аэрозоли, дисперсная фаза которых состоит из капелек жидкости, называются туманами, а в случае твёрдых частиц, если они не выпадают в осадок, говорят о дымах (свободнодисперсных аэрозолях) либо о пыли (грубодисперсном аэрозоле).
Размеры частиц в аэрозолях изменяются от нескольких микрометров до 10−7 мм.
Аэрозоли образуются при механическом измельчении и распылении твёрдых тел или жидкостей: при дроблении, истирании, взрывах, горении, распылении в пульверизаторах.

## Классификация
Аэрозоли — разновидность золей. В зависимости от природы аэрозоли подразделяют на естественные и искусственные. Естественные аэрозоли образуются под действием природных сил, например при вулканических извержениях, сочетании эрозии почвы с ветром, явлениях в атмосфере. Искусственные аэрозоли образуются в результате хозяйственной деятельности человека. Важное место среди них занимают промышленные аэрозоли. Примером промышленного аэрозоля может служить газовый баллончик. В настоящее время с помощью аэрозолей можно тушить пожары.

## Свойства
Особенностями аэрозолей являются малая вязкость газовой дисперсионной среды и большой свободный пробег молекул газа по сравнению с размером частиц. Поэтому, несмотря на сравнительно большой размер частиц, в аэрозолях происходит интенсивное броуновское движение. Частицы аэрозолей заряжены вследствие захвата ионов, которые всегда имеются в газе. Ввиду разрежённости газовой среды на частицах аэрозолей не возникает двойного электрического слоя. По этой же причине, в отличие от коллоидных систем, заряд у частиц может быть неодинаковым по величине и даже разным по знаку. Вследствие интенсивного броуновского движения и отсутствия факторов стабилизации аэрозоли агрегатно неустойчивы. Частицы объединяются в крупные агрегаты, быстро оседающие в газовой среде.
Различают двухфазные и трёхфазные аэрозоли. В первых газовая фаза состоит из паров выталкивающего газа и паров веществ — концентрата. Величина распыляемых капель зависит от соотношения пропеллента и концентрата: чем меньше концентрата, тем мельче капельки (5-10 мкм). Трёхфазные аэрозоли образуются в том случае, если раствор концентрата не смешивается с жидким пропеллентом.

## Измерение

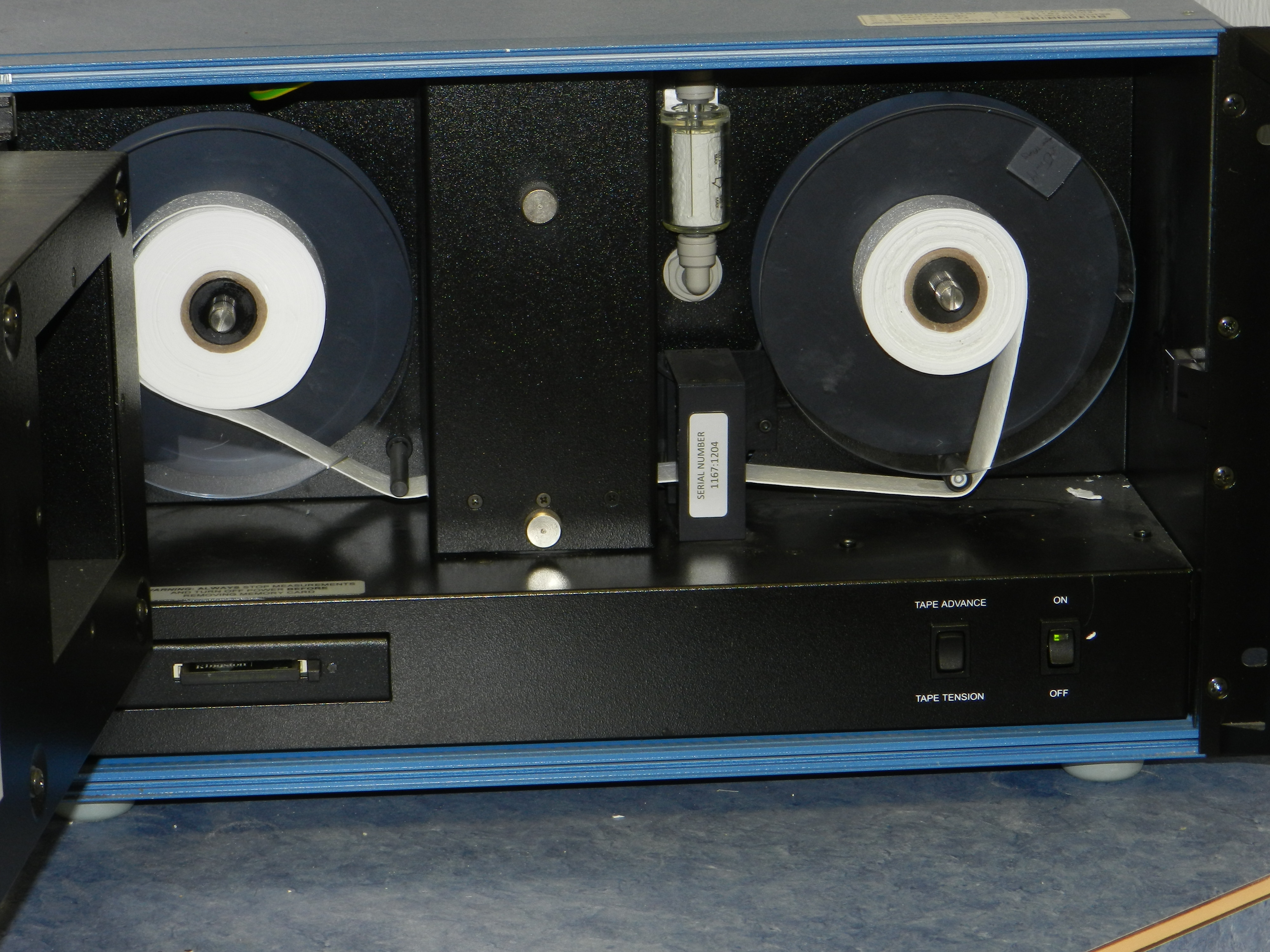
Дымомер (со снятой крышкой) c абсорбирующей бумагой

Основной физической величиной, связанной с воздействием аэрозолей на людей, является массовая концентрация аэрозоля. Основным методом измерения массовой концентрации аэрозоля являлся гравиметрический метод, основанный на выделенных из известного объёма исследуемого воздуха частиц и измерения их массы. Косвенные методы основаны на физических явлениях, параметры которых изменяются в зависимости от концентрации пыли в исследуемой воздушной среде. Наиболее широко применяют косвенные методы: оптический, электроиндукционный, радиоизотопный и пьезоэлектрический.:345 Диапазон концентраций взвешенных частиц, нормируемый в различных нормативных документах, лежит в пределах от 20 до 1500 мг/куб. м.:346 В России существует Государственная поверочная схема для средств измерений дисперсных параметров аэрозолей, взвесей и порошкообразных материалов, установленная ГОСТ 8.606-2012.:347 В России на 2015 в реестр средств измерений массовой концентрации частиц аэродисперсных сред было внесено более 80 типов анализаторов.:348
В России в рамках стандартизации государственной системы обеспечения единства измерений дисперсные характеристики аэрозолей регулируются ГОСТ Р 8.961-2019.
Средства измерений размеров и концентрации частиц в аэродисперсной среде аэрозолей широко применяются в экологии и санитарии, медицине и биологии, промышленности, электронике, научных исследованиях.:387
Измерители параметров аэрозоля: дымомер, нефелометр, трансмиссометр.